# Hemicyon
Hemicyon є вимерлим родом геміционових хижих, який, імовірно, виник у Євразії, але був знайдені в Європі, Азії та Північній Америці в епоху міоцену (15.97–12.75 мільйонів років тому).

## Морфологія
Геміцион був приблизно 1.5 метра в довжину і 70 сантиметрів у висоту, з пропорціями, схожими на тигра, і клинками на зубах для різання м'яса. Загальновизнано, що геміцион був гіперм'ясоїдний. На відміну від сучасних ведмедів, геміцион ходив на пальцях. Це говорить про те, що геміцион, мабуть, був активним мисливцем і хорошим бігом, і, ймовірно, полював, переслідуючи здобич на відкритому ґрунті.

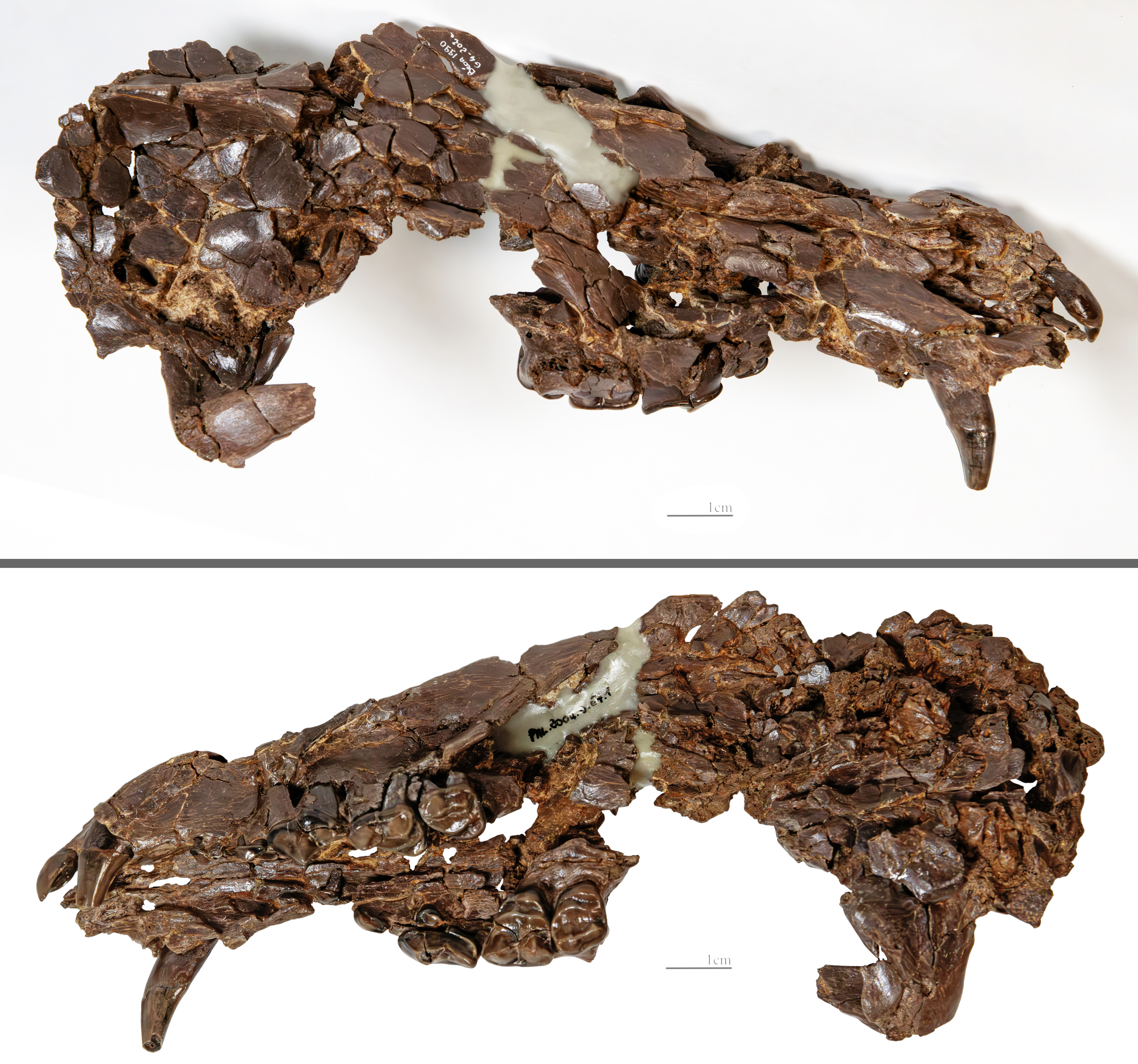
Череп, Монреаль-дю-Жер - музей Тулузи